# Bill Denbrough
(Bill rivolto a Pennywise/It nella sua vera, mostruosa forma del ragno gigante nella miniserie televisiva)
William Denbrough, soprannominato Bill, è un personaggio del romanzo IT di Stephen King. È il leader del Club dei Perdenti, e il protagonista della storia.

## Biografia
Bill Denbrough nasce a Derry nel 1946 come figlio primogenito di Zack e Sharon Denbrough; ha un fratello minore di nome Georgie, con cui ha un forte legame nonostante spesso lo prenda bonariamente in giro. A tre anni subisce un grave incidente, venendo investito da un'auto e finendo in coma per giorni. Nonostante le sue ampie proprietà di linguaggio e il carisma naturale, Bill soffre di una grave forma di balbuzie, attribuita all'incidente infantile. Nonostante ciò, dato che occasionalmente riesce a parlare senza balbettare, si presume che il suo problema sia psicosomatico. A causa del suo difetto di pronuncia, Bill viene emarginato a scuola e preso di mira dalla banda di bulli capitanata da Henry Bowers. Stringe amicizia con l'ipocondriaco Eddie Kaspbrak e il logorroico Richie Tozier, suoi compagni di classe.
Nell'autunno 1957, quando Bill ha undici anni, durante una giornata piovosa costruisce a Georgie una barchetta di carta con cui andare a giocare nelle strade allagate, senza poterlo accompagnare in quanto reduce da un brutto raffreddore. Georgie viene però avvicinato da un'entità maligna millenaria, che assume la forma del clown Pennywise e lo uccide brutalmente strappandogli un braccio. L'accaduto getta Zack e Sharon in un profondo dolore e i due prendono a trattare freddamente Bill, che cade preda dei sensi di colpa per la morte di Georgie. Successivamente, Bill ha un incontro con l'entità che ha ucciso Georgie (soprannominata "It"), la quale fa muovere e sanguinare una foto di Georgie in un album che sta sfogliando Bill, sangue che viene visto solo dal bambino e non dai genitori.
Mesi dopo, al termine della scuola nell'estate del 1958, Bill si confronta con gli amici Eddie, Richie e Stan Uris, realizzando che tutti loro sono entrati in qualche modo in contatto con It; ciò li avvicina ai loro compagni Beverly Marsh, Ben Hanscom e Mike Hanlon, i quali sono a loro volta scampati alla creatura. Insieme formano il Club dei Perdenti, essendo accomunati dall'essere impopolari e vittimizzati da familiari o compagni di classe. I ragazzi decidono di fermare It, scoprendo che risiede a Derry da prima della sua fondazione, esercitando influenza sugli abitanti e compiendo strage di bambini periodicamente, quando si sveglia per nutrirsi. It minaccia di morte i Perdenti, i quali sono spinti a continuare a combatterlo da Bill, che vuole vendetta per la morte di Georgie. I Perdenti apparentemente sconfiggono It nelle fogne e stringono un patto per tornare a Derry a concludere il lavoro se la creatura si rivelerà ancora viva.
Da adulto, Bill diventa uno scrittore di successo, supera la sua balbuzie e si sposa con l'attrice Audra Phillips, dimenticando tutti gli eventi della sua infanzia legati a It, inclusi i Perdenti e le circostanze della morte di Georgie. Dopo che Pennywise uccide un ragazzo gay di nome Adrian Mellon, Mike, unico dei Perdenti rimasto a Derry, capisce che l'entità è tornata, quindi chiama a raccolta i vecchi amici. Tutti tornano a Derry tranne Stan, che si suicida in quanto ricorda più nitidamente i dettagli dello scontro con It e ha troppa paura per rivivere l'esperienza. 
Come gli amici, Bill si trova a sprofondare nel passato: la balbuzie si manifesta nuovamente e si imbatte per caso nella sua bicicletta d'infanzia, che acquista. Per cercare di colpire Bill, It rapisce Audra, che è giunta a Derry in quanto preoccupata per il marito; Bill riesce a mantenere la forza d'animo e sconfigge in definitiva la creatura con l'aiuto dei Perdenti, sebbene Eddie perda la vita nel processo dopo che It gli strappa un braccio, similmente a Georgie.
I Perdenti si separano nuovamente e Audra viene salvata, sebbene sia in uno stato catatonico in quanto è stata esposta al vero aspetto di It. Bill riesce a farla tornare in sé portandola in giro sulla sua bici d'infanzia, dopodiché dimentica nuovamente le vicende collegate a It e ai Perdenti.

## Altri media
- Nella miniserie televisiva originale del 1990 tratta dal libro Bill è interpretato da Jonathan Brandis (a dodici anni) e da Richard Thomas (a trentanove anni). È doppiato da Alessandro Tiberi e Stefano Benassi.
- Nel film del 2017 e nel flashback del sequel è interpretato da Jaeden Lieberher e doppiato da Tommaso Di Giacomo.
- Nel sequel del film del 2019 è interpretato da James McAvoy (da adulto) e doppiato da Stefano Crescentini.

## Accoglienza
Lo sviluppo di Denbrough nel romanzo e negli adattamenti riflette il tema generale della perdita dell'innocenza. Lo sviluppo di Bill in un adulto maturo a causa della perdita di suo fratello, Georgie, e la minaccia di Pennywise è stato ampiamente trattato dalla critica. Le interpretazioni del personaggio di Brandis, Martell e McAvoy sono state anche molto apprezzate per aver incarnato lo spirito del personaggio. Il ritratto di Martell in particolare è stato notato per i temi più adulti esplorati nell'adattamento del 2017 e per l'impegno di Martell nel perfezionare la balbuzie del personaggio. Mentre il ritratto di Denbrough di Brandis nella miniserie del 1990 è stato acclamato, il ritratto di Thomas dell'adulto Bill ha ricevuto reazioni contrastanti da parte di fan e critici.
Il personaggio è citato in altri romanzi di King: 11/22/63 e Mucchio d'ossa. In Mucchio d'ossa, il personaggio di Johanna è fan dei romanzi di Denbrough e lo considera uno dei suoi autori contemporanei preferiti. Bill è brevemente citato anche in 11/22/63, e altri membri del "Club dei perdenti", Beverly Marsh e Richie Tozier, compaiono fisicamente.